# ابن هانئ الأصغر
ابن هانئ الأصغر هو أبو عبد الله محمد بن إبراهيم بن مفضل الأزدي، نسبةً إلى أزد وهي قبيلة عربية كبيرة تنتمي لكهلان من سبأ القحطانية؛ وهو من نسل ابن هانئ الشاعر المشهور وأحد أحفاده.
وهو شاعر مجيد، سقط من ذاكرة الشعر الأندلسي لأنه هاجر إلى مصر صغيراً، وكاد يُنسى تماماً لولا أن العماد الأصفهاني احتفظ بقدر لا بأس به من شعره في «خريدة القصر» وأدرجه في القسم الذي أفرده لشعراء مصر. وقد جمع له ما يقرب من 500 بيت.